# Рух за суверенітет Квебеку
Рух за суверенітет Квебеку — політичний рух, метою якого є зробити з Квебека, який з 1867 є провінцією Канади, суверенну державу. Прихильники суверенітету пропонують квебекцям використовувати їх право на самовизначення — принцип, що допускає можливість вибору між включенням в третю державу, політичним союзом з іншою державою чи незалежність,— щоб вони демократичними засобами створили собі свою першу незалежну конституційну державу.
Прихильники незалежності вважають, що маючи незалежну державу, де говорять французькою мовою, квебекці зможуть краще здійснювати свій економічний, соціальний і культурний розвиток. Взагалі, прихильники руху не виступають проти принципів федералізму, між тим вони виступають проти сучасного функціонування канадської федеративної системи і вважають, що ця система не може бути реформована так, щоб відповідати і потребам Канади, які розмовляють англійською мовою, в централізації, і потребам Квебека в політичній автономії.
Квебецька партія, що підтримує ідею суверенітету провінції, перемогла на виборах в Національну асамблею (парламент) Квебеку в 2014 році, набравши 43% голосів виборців і отримавши 54 місця в Національній асамблеї. В 2014 році вона набрала 25,38% голосів і отримавши 35 місця в Національній асамблеї, перейшовши в опозицію.
За незалежність Квебеку виступають також партія «Солідарний Квебек» (в 2014 році отримала три місця в Національній асамблеї), декілька більш дрібних партій, а також ряд громадських організацій Квебеку.

## Див. Також
- Скарги квебецьких сепаратистів з приводу Канади
- Рух Суверенітет-Союз
- Історія квебецького руху за незалежність
- Квебецький націоналізм
- Квебекська партія
- Квебецький блок
- Солідарний Квебек
- Комуністична партія Квебеку
- Республіканська партія Квебеку
- Партія за незалежність
- Фронт визволення Квебеку
- Мережа опору квебекців
- Жовтнева криза (Квебек)